# حكومة الإنقاذ الوطني (ليبيا)
حكومة الإنقاذ الوطني هو جسم مشكل من كتل سياسية خسرت انتخابات 2014 في ليبيا. مصطلح فجر ليبيا (أو عملية فجر ليبيا) تستخدم للدلالة على الجماعات المسلحة والحركة السياسية الداعمة للمؤتمر الوطني العام الجديد. حكومة الإنقاذ الوطني هي أحد الأطراف الرئيسية في الحرب الأهلية الليبية الثانية الجارية.
المؤتمر الوطني العام الجديد يدّعي أنه الاستمرار الشرعي للمؤتمر الوطني العام منتهي الولاية والمنتخب في 2012، ولكن ليس به غالبية أعضاء المؤتمر القديم. أغلبية أعضاء المؤتمر الوطني العام ينتمون إلى مجموعات مشاركة الآن في مجلس النواب المعترف به دوليًا.
حكومة الإنقاذ الوطني يهيمن عليها حزب الإخوان المسلمين، العدالة والبناء، و«كتلة الوفاء لدماء الشهداء» التي تتألف من جماعات أخرى أصغر متحالفة مع الإخوان المسلمين.
أعيد انتخاب أعضاء من الكتلة الإسلامية الخاسرة اختاروا إعادة تنصيب أنفسهم بالمؤتمر الوطني العام الجديد، عوضًا عن مجلس النواب حيث ستكون كتلتهم فيه تعد أقلية.
بعد هزيمتهم الساحقة في انتخابات 2014 التي جرت وسط إقبال ضعيف، الأحزاب الإسلامية تحت قيادة نوري أبو سهمين استخدمت مجموعتي غرفة عمليات ثوار ليبيا ودرع ليبيا المسلحتين، للسيطرة على العاصمة طرابلس. في أواخر أغسطس، أعتدي على 280 منزل. المؤتمر الوطني العام رفض الانتماء إلى أي من هذه الأنشطة ومن غير المعلوم من هو بالضبط صاحب هذه الأفعال مع إلقاء اللوم كلٍ للآخر في ذلك. المجموعات الإسلامية أعلنت أنها مرة أخرى أن المؤتمر الوطني العام هو البرلمان الوطني.
المؤتمر الوطني العام المُنَصِّب نفسه يرأسه نوري أبو سهمين، ورئيس الوزراء المؤقت، خليفة الغويل. نوري أبو سهمين كان الرئيس السابق للمؤتمر الوطني العام منتهي الولاية الذي شغله منذ الثامن من أغسطس 2012 إلى الرابع من أغسطس 2014.